# Clemens Bieber (Sänger)
Clemens Bieber (* 26. Januar 1956 in Würzburg) ist ein deutscher Opernsänger (Tenor).

## Leben
Clemens Bieber absolvierte sein Gesangsstudium an der Hochschule für Musik in Würzburg bei Adalbert Kraus und Horst Laubenthal, weitere Studien führten ihn zu Hermann Winkler. Von 1986 bis 1988 war er als lyrischer Tenor am Saarländischen Staatstheater in Saarbrücken engagiert, seit 1988 ist er an der Deutschen Oper Berlin engagiert. In den Jahren 1987 bis 1995 sowie ab 2001 sang er als Solist bei den Bayreuther Festspielen. 2010 wurde er zum Berliner Kammersänger ernannt.
Clemens Bieber arbeitet auch als Konzertsänger. Sein Repertoire umfasst die Hauptwerke von Bach, Händel, Beethoven, Haydn, Mozart, Mendelssohn und Verdi.